# 多田直人
多田 直人（ただ なおと、1983年〈昭和58年〉12月17日 - ）は、日本の舞台俳優。演劇集団キャラメルボックス所属。北海道釧路市出身。身長173cm、血液型はAB型。所属事務所はナッポスユナイテッド。
釧路江南高校で演劇部に所属。桐朋学園大学短期大学部芸術科演劇専攻を経て、2004年演劇集団キャラメルボックスに入団。同期は阿部丈二と渡邊安理。
前妻は声優の楠見藍子で、2011年12月9日に離婚届を提出していたことが楠見のブログで公表されている。2020年4月29日、第一子の誕生を発表すると同時に、同劇団員であった岡内美喜子と再婚していたことを報告した。
また、2008年から2011年まで劇団前説デュオペリクリーズとして音楽活動をしていた。

## 主な出演

### 映画吹き替え
- ザ・デット ~ナチスと女暗殺者~ - ソファノフ（記者）役

### テレビドラマ
- 素晴らしい世界「僕の落とし物」(HTB) - 同劇団の菅野良一・岡内美喜子・実川貴美子と出演
- Eテレ・ジャッジ女子会プロレス#3 (2016年、Eテレ) - 中川役
- BARレモン・ハートSEASON2 第6話「スコッチ小僧」(2016年、BSフジ) -ヒロシ役

### ラジオ
- マイ・ストーリー
- 雪姫 遠野おしらさま迷宮(2011年、NHK-FM 特集オーディオドラマ) - 冬馬役
- フランケンシュタイン(2011年、青春アドベンチャー) - アーネスト役
- 海に降る(2012年、青春アドベンチャー)
- My Home My Life(2013年、TFM系) - 健一役
- River Side Cafe#2「26歳 塾の先生」(2013年、TFM系) - 田所信吾役
- ヘウレーカ(2013年、青春アドベンチャー) - ダミッポス役
- River Side Cafe#10「31歳 営業マン」(2013年、TFM系) - 藪下慎一役
- 星を掘れ!(2013年、NHK-FM 特集オーディオドラマ)
- 小惑星2162DSの謎(2014年、青春アドベンチャー)
- チョウたちの時間(2015年、青春アドベンチャー) -シン役
- 星のスケッチブック(2024年、青春アドベンチャー)
- 海の綺士団 -Umi no kishidan-（2025年、青春アドベンチャー） - オーガスタ役[6]

### WEBコンテンツ
- 多田直人のその眼鏡どこの？ - 演劇集団キャラメルボックスのニコニコ動画チャンネル有料会員コンテンツ

### PV
- 図書館戦争 - 良化隊員A役

### ライブ

#### 清水一雄produce
- 秋の夜長のサンタナイト(2008年)
- 夏だ!!ラテンロックだ!!サンタナイト第二弾!!(2009年)
- 新春だよ!!サンタナイト第三弾!!(2009年)

#### ペリクリーズ
- ペリクリーズ ワンマンライブ Vol.1 「覚醒〜Just do it!〜」
- ペリクリーズ ワンマンライブ Vol.2 「清純 ポインセチアの花言葉」

## 舞台

### 演劇集団キャラメルボックス
太字は主演・メインキャスト
- 『スキップ』(2004年、多賀井／魚) - 松坂嘉昭とダブルキャスト
- 『スケッチブック・ボイジャー』(2005年、マサムネ) - 筒井俊作とダブルキャスト
- 『俺たちは志士じゃない』(2006年、沖田総司)
- 『橋を渡ったら泣け』(2007年、井上義徳)
- 『サボテンの花』（2007年、稲川信一）
- 『トリツカレ男』(2007年、ピエトロ)
- 『僕の大好きなペリクリーズ』(2008年、サリアード／ライシマカス) - この作品がキッカケで左東広之とペリクリーズを結成する
- 『さよならノーチラス号』(2009年、タケシ)
- 『エンジェル・イヤーズ・ストーリー』(2009年、三沢響太)
- 『バイ・バイ・ブラックバード』(2010年、真鍋充)
- 『シラノ・ド・ベルジュラック』(2010年、クリスチャン)
- 『夏への扉』（2011年、チャック・フロイデンバーグ 他）
- 『ナツヤスミ語辞典』(2011年、クサナギ)
- 『飛ぶ教室』(2011年、マルチン)
- 『無伴奏ソナタ』(2012年・2014年・2018年、クリスチャン)
- 『アルジャーノンに花束を』(2012年、チャーリィー・ゴードン) - 阿部丈二とダブルキャスト
- 『キャロリング』(2012年、糸山光太)
- 『隠し剣鬼ノ爪』(2013年、首藤才助)
- 『盲目剣谺返し』(2013年、遊佐)
- 『ナミヤ雑貨店の奇蹟』(2013年、桐生敦也)
- 『ジャングル・ジャンクション』(2013年、キョウタ) - 男組キャスト
- 『ずっと二人で歩いてきた~もうひとつの雨のものがたり~』(2013年、雅俊)
- 『ケンジ先生』(2013年、タカダさん) - 山猫キャスト
- 『ウルトラマリンブルー・クリスマス』(2013年、プロキオン)
- 『ヒトミ』(2014年、小沢)
- 『鍵泥棒のメソッド』(2014年、桜井武史) - 畑中智行とダブルキャスト
- 『涙を数える』(2014年、長谷川鏡吾)
- 『太陽の棘 彼はなぜ彼女を残して旅立ったのだろう』(2014年、永沢恭一)
- 『クロノス』(2015年・2022年、頼人)
- 『カレッジ・オブ・ザ・ウィンド』(2015年、菊川)
- 『BREATH』(2015年、赤星一馬)
- 『ティアーズライン』(2017年)
- 『ナツヤスミ語辞典』(2019年、クサナギ)
- 『サンタクロースが歌ってくれた』(2021年、芥川)
- 『ミス・ダンデライオン』(2022年、ヒー兄ちゃん)
- 『さよならノーチラス号』（2025年）[7]
- 『ナナメウシロのカムパネルラ』（2025年）[7]

### 客演
- 『となり町戦争』(2007年、ALGO主催ケンジ中尾プロデュース)
- 『カリフォルニア物語』(2008年、テレビ東京・Studio Life・銀河劇場プロデュース)
- 『HAKANA』(2008年、明治座NEO時代劇)
- 『つばき、時跳び』(2010年、明治座)
- 『夏葉亭一門会vol.3』(2011年、王子落語)
- 『コルトガバメンツ revisited』(2012年、東京ハートブレイカーズ)
- 『深海のカンパネルラ』(2012年、空想組曲)
- 『飛龍伝』(2013年、GORCH BROTHERS PRESENTS)
- リーディング公演『乱暴と待機』(2015年) - 7月11日・12日のみ
- 『やってみるのだ！』(2015年、ちび太ン家presents) - 日替わりゲスト
- 『夏葉亭一門会 ミラクルの会』(2016年) - 1月8日・9日のみ
- 『HAUNTED HOUSE』(2016年、OOPARTS)
- 『ナミヤ雑貨店の奇蹟』(2016年) - 桐生敦也役
- 『大正浪漫探偵譚-君影草の設計書-』(2016年、はっぴぃはっぴぃどりーみんぐ)
- 『天球儀』(2016年)
- 『アヒルと鴨のコインロッカー』(2016年）
- 『またまたやってみるのだ！』(2016年、ちび太ン家presents) - 日替わりゲスト
- 『ゆっくり回る菊池』(2016年、僕たちが好きだった川村紗也)
- 『冬の夏葉亭“こたつ会”』(2017年)
- 『カーテンコールは終わらない』(2017年、すゞひ企画)
- 『アジアン・エイリアン』(2017年、劇団ワンツーワークス)
- 『他重人格 WHO AM I ?』(2017年)
- 『サブマリン』(2017年、東京ハートブレイカーズ)
- 『BEFORE AFTER』(2018年)
- 『おおきく振りかぶって 夏の大会編』（2018年）
- 『かがみの孤城』(2020年、ナッポスユナイテッド) - 伊田先生
- 『容疑者Xの献身』(2021年、ナッポスユナイテッド) - 湯川学
- 『トリツカレ男』(2021年、ナッポスユナイテッド) - タタン
- 『ラスト・ナイト・エンド・デイドリーム・モンスター』(2022年、悪い芝居)
- 『ランボルギーニに乗って』(2022年、劇団鹿殺し)
- 『ミュージカル 時をかける少女』 （2023年） - 織田信長
- 『無伴奏ソナタ -The Musical-』（2024年、ナッポスユナイテッド・アミューズ） - ウォッチャー[8]
- 『中原中也』（2024年、プティビジュー）[9]
- 『演劇【推しの子】2.5次元舞台編』（2024年） - 船戸竜馬[10]
- 『刀剣乱舞 十口伝 あまねく刻の遥かへ』（2025年） - 山田朝右衛門吉睦[11]
- 『祈りの幕が下りる時』（2025年、松宮脩平） - 小西詠斗とダブル主演 [12]

## 多田直人案
下記の5つのルールに従って、オムニバス形式で上演する企画。

### 5つのルール
出典
- 参加者全員が、20分〜30分ぐらいの作品を各々やる。
- それぞれの作・演出を役者それぞれがやる。
- 出演は(自分を含む)参加者でまかなう。全員でなくてもよい。
- 基本的に人の作・演出には口出ししない。
- ちゃんと台本を書いてみる。

第3回は独り芝居が行われることが決まっている。

### 公演
- 多田直人案第1回発表会『ごー』（2012年、スタジオニンバス）

出演 - 前田綾・左東広之・渡邊安理・鍛治本大樹・多田直人
- 多田直人案第2回発表会『ごー+(ぷらす)』（2013年、スタジオニンバス）

出演 - 鍛治本大樹・筒井俊作・原田樹里・小多田直樹・金沢涼恵・多田直人
作・演出 - 西川浩幸
- 多田直人案第3回発表会 独り芝居『審判』（2014年、吉祥寺シアター、作 - バリー・コリンズ 訳 - 青井陽治）

出演 - 多田直人 / 演出 - 篠崎光正
- 多田直人案第4回発表会 『ごーROCK』（2019年10月23日[15] - 27日[16]、てあとるらぽう）

出演 - 浦川拓海・鬼頭真也・堀夏子・小林春代・多田直人